# Gasparinizaura
Gasparinizaura (Gasparinisaura cincosaltensis) – roślinożerny dinozaur z grupy ornitopodów (Ornithopoda).
Znaczenie jego nazwy – jaszczurzyca Zulmy B. Gasparini
Żył w okresie późnej kredy (ok. 98-71 mln lat temu) na terenach Ameryki Południowej. Długość ciała ok. 1 m, wysokość ok. 35 cm, masa ok. 15 kg. Jego szczątki znaleziono w Argentynie (w prowincji Neuquén).
Niewielki dinozaur, znany jedynie z kilku kości. Trudny do dokładniejszego zaklasyfikowania. Początkowo został włączony do iguanodonów, teraz istnieją przypuszczenia, że należał do rodziny hipsylofodonów (spokrewniony z tescelozaurem i parksozaurem). W każdym razie – ornitopod.